# William Oefelein
William Anthony Oefelein, detto Bill (Fort Belvoir, 29 marzo 1965), è un ex astronauta statunitense.
È famoso per aver partecipato alla missione STS-116 come pilota dello Space Shuttle.